# Bayerischer Anwaltsgerichtshof
Der Bayerische Anwaltsgerichtshof (BayAGH) ist das oberste Landesgericht der bayerischen Anwaltsgerichtsbarkeit.

## Organisation
Der Anwaltsgerichtshof besteht aus fünf Senaten, die jeweils mit fünf Personen der bayerischen Anwaltschaft besetzt sind, einschließlich des Vorsitzenden. Als Beisitzer wirken zwei weitere anwaltliche Mitglieder und zwei Berufsrichter mit. An der Spitze des Bayerischen Anwaltsgerichtshofs steht der Präsident, der aus den anwaltlichen Mitgliedern bestellt wird.
Die Richter werden auf Vorschlag der drei bayerischen Rechtsanwaltskammern von der Landesjustizverwaltung ernannt. Das Verhältnis soll der Mitgliederzahl der Rechtsanwaltskammern in den drei bayerischen Oberlandesgerichtsbezirken entsprechen.
Der BayAGH hat seinen Sitz bei dem Oberlandesgericht München.

## Aufgaben
Das Gericht ist die landesweite Berufungsinstanz für Verfahren bei Verstößen gegen das anwaltliche Berufsrecht. Außerdem entscheidet er in erster Instanz über verwaltungsrechtliche Anwaltssachen. In verwaltungsrechtlichen Angelegenheiten entscheidet das Gericht durch Urteil aufgrund mündlicher Verhandlung. Auf das Verfahren sind die Vorschriften der Verwaltungsgerichtsordnung anzuwenden. In Disziplinarsachen entscheidet der Anwaltsgerichtshof in der Regel durch Urteil. Für das Verfahren gilt die Strafprozessordnung.
Die Verfahren sind öffentlich.

## Präsidenten
- ab 1. November 1971: Karl-Heinrich Wirschinger
- ab 1. November 1979: Rolf Fiedler
- ab 1. April 1989: Ernst Schroeder
- ab 16. August 1997: Herbert Sernetz
- August 2005 – März 2012: Klaus Bauer
- März 2012 – Februar 2021: Irina Lindenberg-Lange[1]
- ab Februar 2021 Andreas Meisterernst[2]